# Леваши (Дагестан)
Леваши́ (дарг. Лаваша) — село, административный центр Левашинского района Республики Дагестан.
Образует сельское поселение «село Леваши», как единственный населённый пункт в его составе.

## География
Селение расположено центральной части Левашинского района, на левом берегу реки Халагорк (бассейн реки Параулозень), на высоте 1222 метров над уровнем моря. Находится в 85 км к юго-западу от Махачкалы и в 67 км к юго-востоку от ближайшей железнодорожной станции Буйнакск.

## Этимология
Название села состоит из даргинских слов Лагьа («голубь») и Ша («село»), что значит «Голубь-село». Как объясняли местные старожилы, такое название возникло от внешнего сходства селения с голубем, или гнездом голубя. Старая, центральная часть аула, расположенная на небольшом круглом холме, напоминает в какой-то степени гнездо голубя.

## История
- Дореволюционный Леваши

### Средневековье
Первоначально Леваши располагался на возвышенности, которую левашинцы называют «Кьякь» — что означает холм. Ныне в данной местности расположено селение Кака-махи. Потом на этих землях стали приобретать себе земли кроме акушинцев и выходцы из других даргинских сёл. Так возникло село Леваши.
Считается, что село Леваши — отсёлок селения Акуша. По имеющимся сведениям, в конце XVIII века селение Леваши уже существовало как сложившийся населённый пункт. Кроме того, известно, что левашинцы, как и все жители акушинских хуторов, хоронили умерших на кладбищах села Акуша. Это продолжалось до начала XIX века.
Левашинцы занимались земледелием и скотоводством. Основными зерновыми культурами, которые выращивали левашинцы являлись — пшеница, ячмень, рожь, овес, просо, лён и конопля. Позднее сеяли и кукурузу. Вторым основным занятием левашинцев было животноводство. Преобладающее место в животноводстве занимали разведение крупно-рогатого скота. Разводили коров и быков. С помощью быков пахали землю и перевозили тяжести. Животноводство, как и земледелие, играло большую роль в экономической жизни левашинцев. Экономическая необеспеченность вынуждала левашинцев искать заработок за пределами селения. Поэтому небольшими группами левашинцы уходили в равнинный Дагестан (преимущественно в Хасавюрт) на дополнительные заработки.
Леваши расположено в самом центре Дагестана, поэтому население все время было в гуще военных и политических событий. В средние века и позднее, вплоть до присоединения Дагестана к России, территория села и района, входила в состав Федерации вольных обществ Акуша-Дарго. Х. -М. Хашаев без указания источников утверждал, что Леваши также было частью Мехтулинского ханства. История Леваши связана с дагестанскими походами войск Надир-шаха XVIII века.

### XIX век
В Леваши, как и в других селах, было организованное общинное управление. Влиятельными людьми были кади и будун, которые решали все шариатские дела. Дела джамаата решал и юзбаши, который избирался жителями села из состоятельных людей. В Леваши работал окружной суд, который состоял из 7 человек и разбирал дела. После 1868 года сельский старшина в Леваши назначался окружным начальником на неопределенный срок. Он был обязан созывать сход, а также следить за сохранением порядка в обществе и взимал штрафы.
На истории Леваши отразилась Кавказская война XIX века. В 1819 году у Леваши произошло крупное сражении акуша-даргинцев с армией генерала Ермолова.
В 1853 году после ликвидации Акуша-Дарго Леваши вошло в Даргинский округ.
В Леваши проходили боевые действия в ходе восстания в Дагестане и Чечне 1877 года.
Натуралист Густав Радде, посетивший Леваши летом 1894 года, писал, что в селе правительством построено ряд хороших квартир для чиновников. Он также описал флору села: «Этот уютный оазис характеризуется высокими черными и пирамидальными тополями, множеством акаций, тутовыми деревьями, низкой вишней и многими другими семечковыми фруктами <…> В высоких тополях свистело множество иволг, и до поздней ночи кричала кукушка <…> Раньше эта плантация была гораздо больше. В 1878 году повстанцы во время войны срубили его до нескольких деревьев».

### XX век
В годы Гражданской войны левашинским партизанским отрядом руководил Муса Карабудагов. Отряды левашинцев участвовали в 1919 году в Ая-какинском сражении. В Леваши 19 октября 1919 года на чрезвычайном собрании представителей горцев, борющихся на фронтах против деникинцев, был создан Совет обороны Северного Кавказа и Дагестана. Управлял Советом обороны Али-Хаджи Акушинский. Штаб Совета располагался в Леваши. 9 октября 1920 года в Леваши проходил съезд горской бедноты. В его работе приняли участие много делегатов. На этом съезде выступил Серго Орджоникидзе. Летом 1928 года в Леваши остановился Михаил Калинин и выступил перед собравшимся народом.
Левашинский сельский совет был организован декретом ВЦИК от 20.01.1921 года, в составе Акушинского участка Даргинского округа. В 1928 году вошел в состав Левашинского кантона, а с 1929 года — в состав Левашинского района.
В 1927 году в Левашах была открыта советская школа. В школе было 8 классов. В 1939—1940 учебном году в Левашах состоялся первый выпуск учащихся средней школы. Среди выпускников были только две девушки, местная Омарова Патимат и русская Веселицкая Тамара.
В 1933—1934 годах был образован колхоз «им. Коминтерна». Его первым председателем был Гасан Мусаханов, участник Великой Отечественной войны.
На основании Закона Республики Дагестан от 13.01.2005 года № 6 «О статусе и границах муниципальных образований Республики Дагестан» муниципальное образование «село Леваши» наделено статусом «сельское поселение».
В селе родился председатель Госсовета Дагестана Магомедали Магомедов, а также его сын, президент Дагестана, Магомедсалам Магомедов.

## Население
К 1871 году Леваши состояло из 227 дворов.
| 1888    | 1895    | 1926    | 1939    | 1959    | 1970    | 1979    |
| ------- | ------- | ------- | ------- | ------- | ------- | ------- |
| 1188    | ↗1197   | ↗1614   | ↗2396   | ↗3091   | ↗4280   | ↗4819   |
| 1989    | 2002    | 2010    | 2012    | 2013    | 2014    | 2015    |
| ↗6071   | ↗7302   | ↗10 011 | ↗10 278 | ↗10 518 | ↗10 704 | ↗10 860 |
| 2016    | 2017    | 2018    | 2019    | 2020    | 2021    | 2023    |
| ↗11 026 | ↗11 186 | ↗11 344 | ↗11 552 | ↗11 743 | ↘11 128 | ↗11 294 |
| 2024    | 2025    |         |         |         |         |         |
| ↗11 416 | ↗11 576 |         |         |         |         |         |

Национальный состав
По данным Всероссийской переписи населения 2021 года:
| Народ      | Численность, чел. | Доля от всего населения, % |
| ---------- | ----------------- | -------------------------- |
| даргинцы   | 10 707            | 96,22 %                    |
| аварцы     | 369               | 3,32 %                     |
| другие     | 49                | 0,44 %                     |
| не указано | 3                 | 0,03 %                     |
| всего      | 11 128            | 100 %                      |

## Хозяйство
Леваши — важный торговый центр Внутригорного Дагестана.
- Сыродельный, комбикормовый заводы и другие предприятия.
- Садоводство и овощеводство: выращивание капусты, пшеницы, ячменя, овса, кукурузы, картофеля.
- Разведение крупного рогатого скота, овец, коз.
- Добыча пильного камня.

## Достопримечательности
- Канал Хаджаркент, пробитый в скалах в 1940-х годах.
- Дворец спорта (2005 год).
- Могилы партизанских командиров Алибека Богатырева и Мусы Карабудагова.
- Памятник на братской могиле красных партизан, погибших в сентябре 1920 года в боях с отрядами Гоцинского.